# مصمم رسوميات
مصمم الرسوميات (بالإنجليزية: Graphic designer) هو شخص غالبا ما يكون مؤهلا من الناحية الفنية الإبداعية بحيث عمله يُحدد في صنع رؤية ثانوية للواقع أو رؤية جديدة عبر طرق كثيرة جدا. من صفات المصمم الناجح أنه يكون منفتح على ثقافات أخرى غير ثقافاته التقليدية التي تربى فيها، ودائما ما يكون إنسان فنان في داخله لأن الإبداع يحتاج إلى قوة فنية عميقة لإستخراجها حين يريد المصمم العمل في مجاله ألا وهو التصميم.

## أصل الاسم
كان أول من أطلق تسمية (petarpoom) هو المصمم وليام أديسون دويغنز عام 1922م الذي عرف مصطلح مصمم الرسوميات بأنه ذلك الشخص الذي يجمع بين العناصر المختلفة (كلمات، صور، ألوان...) في صفحة واحدة بشكل يجذب النظر[ما هي؟]
.
يقوم تصميم الرسوميات على تطبيق مجموعة من المبادئ والاشتغال على مجموعة من العناصر لخلق عمل فني تواصلي مرئي يرتكز إلى الصورة الثابتة ويتخذ شكلا مطبوعاً أو معروضاً على سطح ثنائي الأبعاد.
بينما نجد لتصميم الرسوميات تاريخ حديث نسبياً بوصفه نظاماً، فإن الأنشطة التي تشبه تصميم الرسوميات تمتد على مر تاريخ البشرية: من كهوف لاسكوس، إلى عمود تراجان في روما إلى المخطوطات المضيئة في القرون الوسطى، إلى مصابيح جينزا. المبهرة في كل هذا التاريخ الطويل وفي ظل الطفرة التي حدثت مؤخرا في مجال الاتصال المرئي في القرنين العشرين والحادى والعشرين، نجد في بعض الأحيان الاختلاف في كل من الإعلان، وتصميم الرسوميات والفنون الجميلة. وعلى الرغم من كل ذلك، إلا أنهم جميعاً يشتركون في نفس العناصر والنظريات والمبادئ والممارسات واللغات، وأحيانا في نفس المتبرع أو العميل. ويعتبر الهدف النهائي في فن الإعلان هو بيع السلع والخدمات. كما أننا نجد الجوهر في تصميم الرسوميات، هو «تنظيم المعلومات، وتشكيل الأفكار وإضفاء جو من التعبير والشعور للحقائق الفنية التي توثق خبرة الإنسان.»
يرى البعض بأن العقل هو أهم أداة لتصميم الرسوميات. بغض النظر عن التكنولوجيا، يتطلب تصميم الرسوميات الحكم والإبداع. حيث لابد من وجود التفكير النقدى، والملاحظ، والكمي والتحليلى من أجل تصميم الشرائح والتصاميم. فإذا كان المنفذ مجرد ناقل لنموذج (رسم على سبيل المثال، نص أو تعليمات) التي قدمها مصمم آخر (مثل مدير فنى مثلا)، لا يصبح المنفذ عادة مصمماً في هذه الحالة.
بالإضافة إلى اتخاذ قرارات المحتوى الرئيسية، قد تكون طريقة العرض (الترتيب، الأسلوب والتوسط على سبيل المثال) بنفس القدر من الأهمية في التصميم. وقد تنتج الشريحة باستخدام أدوات الصورة الخارجية التقليدية أو أدوات تحرير الصور الرقمية. فيعد اختيار الأدوات المناسبة لعرض كل مشروع من الأهمية بمكان في هذا المشروع حيث سيفسر لنا رؤية الجمهور لهذا العمل.
في منتصف ثمانينيات القرن الماضي، عمل وصول النشر المكتبي وبرمجيات فن الرسومياع على تقديم جيل من المصممين للتعامل مع وخلق الصورة الحاسوبية التي سبق تنفيذها يدوياً. كما مكن تصميم الرسوميات على الحاسوب المصممين من معرفة آثار التخطيط أو الطبع على الفور، ومحاكاة تأثيرات وسائل الإعلام التقليدية من دون الحاجة إلى الكثير من الفراغ. ومع ذلك، فإن الأدوات التقليدية مثل القلم الرصاص أو أقلام التحبير غالبا ما تستخدم لتطوير الأفكار بينما تستخدم الحواسيب لوضع الصيغة النهائية. في الواقع، قد يعمد المصمم إلى رسم العديد من المفاهيم على الورق كجزء من العملية الإبداعية. حيث يتم عرض هذه الرسوم على العميل للموافقة المبدئية، قبل أن ينتقل المصمم إلى تطوير هذه الفكرة على الحاسوب، باستخدام أدوات وبرمجيات تصميم الجرفيك.
كما يعتبر الحاسوب آداة لا غنى عنها في صناعة تصميم الرسوميات. وبالنسبة إلى المحترفين من مصممي الرسوميات فإن الحواسيب وما لها من تطبيقات البرمجيات تعتبر بصورة عامة، من الأدوات الأكثر فعالية في مجال الإبداعي الفني، من الطرق التقليدية. ومع ذلك، فإن بعض المصممين من أمثال ميلتون غلاسر يفضلون الاستمرار في استخدام الأدوات اليدوية والتقليدية لإخراج الأعمال الفنية.
لا تتأتى الأفكار الجديدة إلا من خلال تجريب الأدوات والأساليب. ويقوم بعض المصممين باستكشاف الأفكار باستخدام القلم والورقة لتفادي التكوينات الحادة في كل من خطوط الحاسوب والرسوم الجاهزة، أو الفلاتر (مثل أدوات كاي) التي تتوفر في أي تكوين خاص. بينما يستخدم البعض الآخر من المصممين الكثير من ادوات التعليم المختلفة من الحواسيب حتى أنهم يستخدمون العصي والطين باعتبارها وسيلة من وسائل الإبداع. ومن السمات الرئيسية لتصميم الرسوميات أنه يجعل الأداة خارج الاختيار المناسب للصورة حتى يتسنى للمصمم توصيل المعنى.